# Circuito de Fiorano

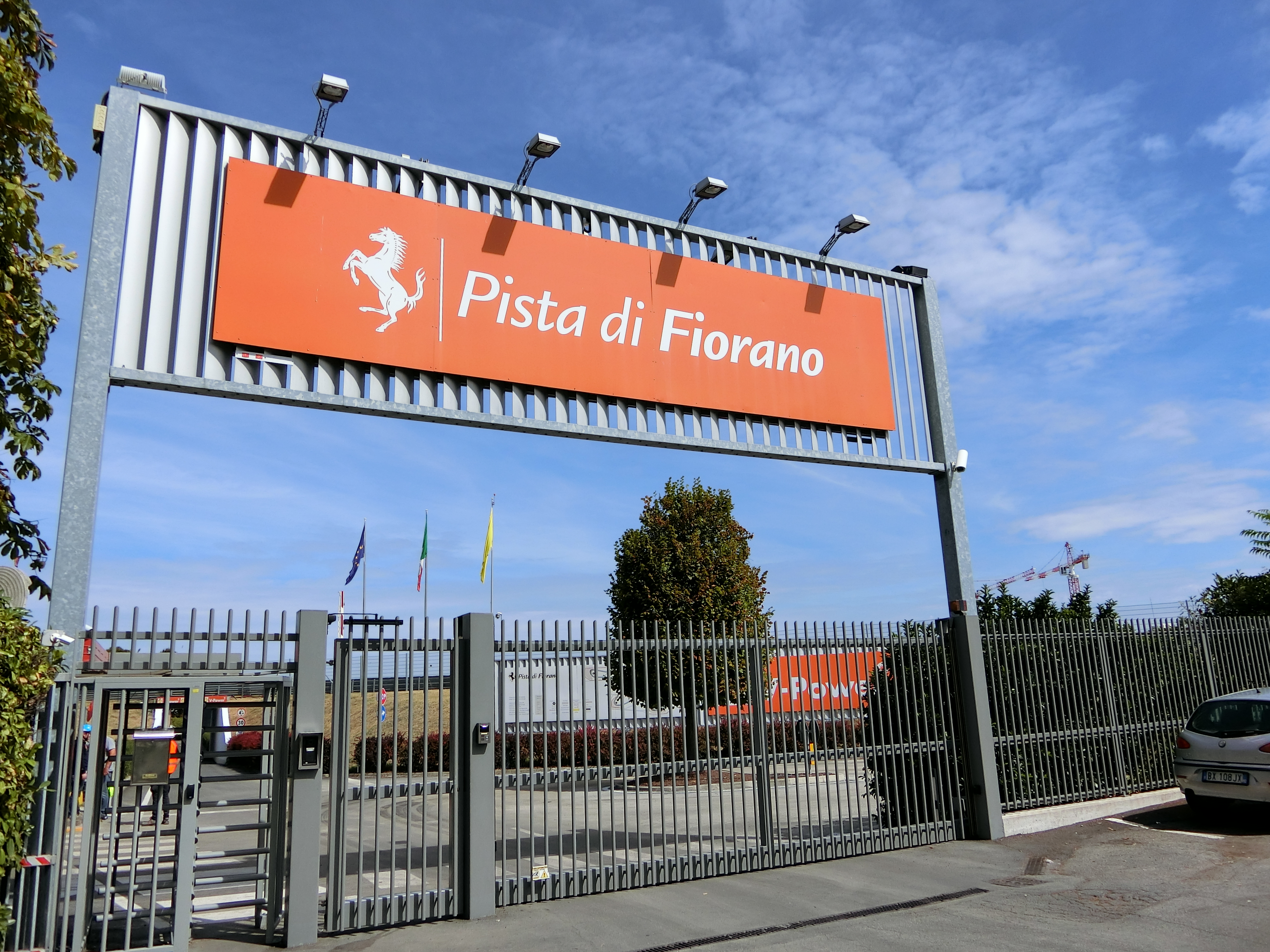
La entrada al circuito.

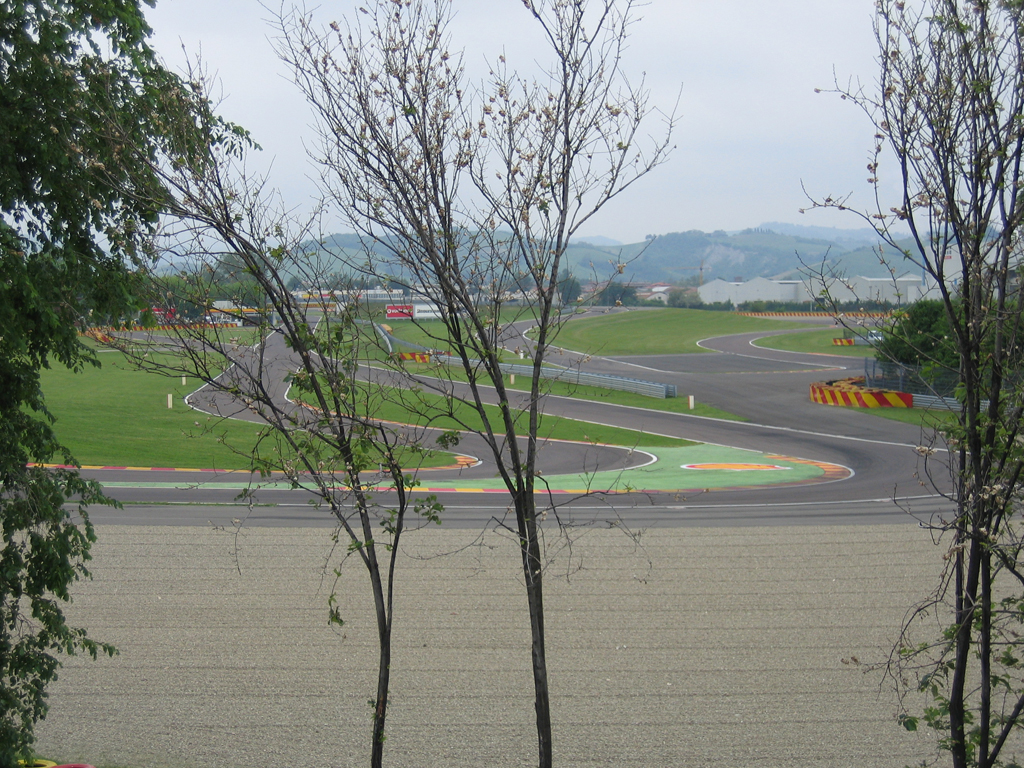
Vista del Circuito de Fiorano.

El Circuito de Fiorano es un autódromo privado, propiedad de Ferrari, para pruebas y desarrollo de sus automóviles de producción y de carreras. Está localizado cerca de la ciudad italiana de Maranello, Italia.
Fue construido por Enzo Ferrari en 1972 y la pista tiene 8,4 metros de ancho y 3.021 metros de largo. Los coches de Fórmula 1 alcanzan una velocidad punta de 290 km/h y una media de 160 km/h. Por el hecho de ser un circuito de pruebas, está diseñado para tener un gran número de giros y curvas de diferentes tipos, llegando a curvas con diámetros entre 0'3 y 13 metros. También está equipado con telemetría.
Cuando la Scuderia Ferrari prueba los monoplazas de Fórmula 1 en el circuito, se puede ver un gran número de tifosi mirando desde la carretera, lugar donde es más visible la pista. También está permitido a los propietarios de un Ferrari conducir sus coches nuevos.
Un modelo de automóvil de Ferrari lleva el nombre del circuito, es el Ferrari 599 GTB Fiorano.

## Récords de vuelta del Circuito de Fiorano
| Coche                          | Tiempo              | Piloto              | Año                 |
| Coches de Fórmula 1            | Coches de Fórmula 1 | Coches de Fórmula 1 | Coches de Fórmula 1 |
| ------------------------------ | ------------------- | ------------------- | ------------------- |
| Ferrari F2004                  | 0'55.999            | Michael Schumacher  | 2004                |
| Ferrari F2003-GA               | 0'56.33             | Michael Schumacher  | 2003                |
| Ferrari 248 F1                 | 0'57.099            | Felipe Massa        | 2006                |
| Ferrari F2005                  | 0'57.146            | Michael Schumacher  | 2005                |
| Ferrari F2002                  | 0'57.476            | Michael Schumacher  | 2002                |
| Ferrari F2007                  | 0'58.366            | Felipe Massa        | 2007                |
| Sauber C32                     | 0'58.802            | Tatiana Calderón    | 2018                |
| Ferrari F310B                  | 0'59.00             | Michael Schumacher  | 1997                |
| Ferrari F2008                  | 0'59.111            | Mirko Bortolotti    | 2008                |
| Ferrari F399                   | 1'00.226            | Luca Badoer         | 1999                |
| Ferrari 412T                   | 1'00.31             | Jean Alesi          | 1994                |
| Coches deportivos de carreras  |                     |                     |                     |
| Ferrari 333 SP                 | 1'11.90             |                     |                     |
| Ferrari 333 SP                 | 1'13.00             |                     |                     |
| Ferrari 500 TR                 | 1'14.41             | Walter Schäfer      | 1997                |
| Ferrari FXX                    | 1'16.00             | Andrea Bertolini    | 2007                |
| Ferrari 360 GT                 | 1'17.00             |                     |                     |
| Ferrari 360 N-GT               | 1'18.90             | Ian Harold Brown    | 2003                |
| Ferrari 360 Challenge          | 1'22.40             |                     | 2003                |
| Maserati Trofeo                | 1'23.85             |                     |                     |
| Ferrari 355 Challenge          | 1'25.40             |                     |                     |
| Ferrari 348 Challenge          | 1'33.00             |                     |                     |
| Road cars                      |                     |                     |                     |
| Ferrari SF90 XX                | 1'17'309            | Raffaele De Simone  | 2023                |
| Ferrari LaFerrari              | 1'20.0              | Fernando Alonso     | 2013                |
| Ferrari 296 GTB                | 1'21'0              |                     | 2021                |
| Ferrari 488 Pista              | 1'21'5              |                     | 2018                |
| Ferrari F8 Tributo             | 1'22'5              |                     | 2019                |
| Ferrari 488                    | 1'23.0              |                     | 2015                |
| Ferrari F12berlinetta          | 1'23.0              |                     | 2012                |
| Ferrari 458 Speciale           | 1'23.5              |                     | 2013                |
| Ferrari 430 Scuderia           | 1'23.9              |                     | 2007                |
| Ferrari Enzo                   | 1'24.9              |                     | 2002                |
| Ferrari 458 Italia             | 1'25.0              |                     | 2009                |
| Maserati MC12                  | 1'25.2              |                     |                     |
| Ferrari 599 GTB Fiorano        | 1'26.500            |                     | 2006                |
| Ferrari F50                    | 1'27.00             |                     |                     |
| Ferrari F430                   | 1'27.00             |                     | 2007                |
| Ferrari 360 Challenge Stradale | 1'28.00             |                     |                     |
| Ferrari F40                    | 1'29.60             |                     |                     |
| Ferrari 360 Modena             | 1'31.00             |                     |                     |
| Ferrari 550 Maranello          | 1'32.528            |                     |                     |
| Ferrari F355 F1                | 1'33.00             |                     | 1997                |
| Ferrari F355                   | 1'34.00             |                     | 1994                |
| Ferrari F512 M                 | 1'35.00             |                     | 1995                |
| Ferrari 512 TR                 | 1'35.00             |                     | 1992                |
| Ferrari 456 GT                 | 1'35.00             |                     |                     |
| Maserati 4200 GT               | 1'35.00             |                     |                     |
| Ferrari 288 GTO                | 1'36.00             |                     |                     |
| Ferrari Testarossa             | 1'36.00             |                     | 1984                |
| Ferrari 348 TB                 | 1'37.00             |                     | 1989                |
| Porsche 959                    | 1'37.00             |                     |                     |
| Ferrari 328 GTB                | 1'44.00             |                     |                     |

## Fiorano en videojuegos
| Simulador / Videojuego                       | Año  | Fiorano |
| -------------------------------------------- | ---- | ------- |
| Ferrari Virtual Academy                      | 2010 |         |
| Ferrari Challenge: Trofeo Pirelli            | 2008 |         |
| Ferrari GT: Evolution                        | 2008 |         |
| rFactor                                      | 2005 |         |
| Ferrari F355 Challenge                       | 1999 |         |
| Ferrari Formula One                          | 1988 |         |
| F1 Challenge 99-02                           | 2003 |         |
| Project CARS 2 (DLC Ferrari Essentials Pack) | 2018 |         |